# احیای حکومت امپراتوری

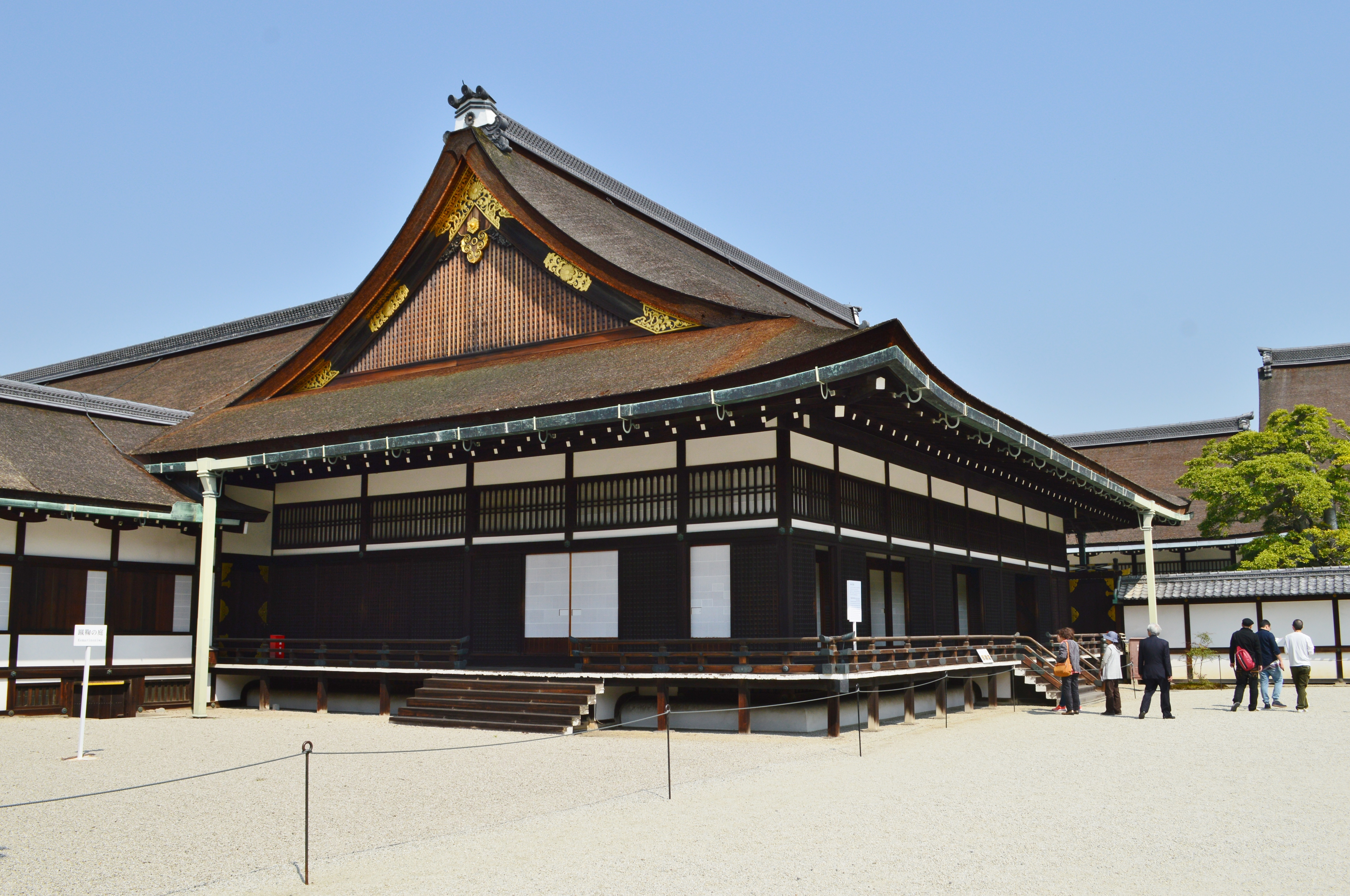
کیوتو گوشو (آکادمی کاخ امپراتوری کیوتو)، جایی که جلسه کوگوشو «احیای حکومت امپراتوری (ژاپن)» صادر شد، هنوز هم پابرجاست.

احیای حکومت امپراتوری (به ژاپنی: 王政復古)، یا اعلامیه بزرگ احیای حکومت امپراتوری به اعلام پایان شوگون سالاری توکوگاوا در سوم ژانویه سال ۱۸۶۸ میلادی و همچنین لغو همزمان نایب‌السلطنه. کانپاکو و استقرار دولت جدید و آغاز اصلاحات میجی در ژاپن گفته می‌شود.
در روز نهم از ماه یازده ۱۸۶۷ (۳ ژانویه ۱۸۶۸)، اعلامیه احیای امپراتوری صادر شد. احیای حکومت امپراتوری، همان‌طور که از نامش پیداست، بازگشت حکومت بود که از سلطنت به حکومت نظامی (شوگون‌سالاری) تغییر یافته بود، و دوباره به سلطنت برگشت.

## بازگشت قدرت سیاسی به امپراتور
در روز نهم از ماه یکم ۱۸۶۷ تقویم قدیم (۱۳ فوریه ۱۸۶۷ میلادی یا تقویم جدید)، صد و بیست و دومین امپراتور ژاپن امپراتور میجی در سن ۱۴ سالگی به تخت سلطنت نشست.
در آن زمان، خاندان ارباب ساتسوما که می‌خواست رهبری امور سیاسی را به دست گیرد، از طریق رهبرانی مانند سایگو تاکاموری و اوکوبو توشیمیچی، در پی تشکیل ائتلافی از خاندان‌های قدرتمند (ائتلافی از خاندان‌هایی که به سوی یک ملت متحد جدید حرکت کنند) بود. به عنوان بخشی از این جنبش، شورای شیکو (یا شورای چهار ارباب) ماه مه سال ۱۸۶۷ تأسیس شد که شامل پانزدهمین شوگون از شوگون‌سالاری ادو، توکوگاوا یوشینوبو و  چهار دایمیو پرقدرت (یوهان) بود:
با این حال، توکوگاوا یوشینوبو، که سیاستمداری ماهر بود، کنترل شورای چهار ارباب را به دست گرفت و این شورا را ناتوان ساخت. گفته می‌شود که توکوگاوا یوشینوبو بسیار فصیح بود و عمداً شورا را مختل کرد تا باعث فروپاشی سیستم شورا شود. خاندان‌های ساتسوما و چوشو که اتحادی مخفی تشکیل داده بودند، برای سرنگونی شوگون‌سالاری به توسل به زور تمایل پیدا کرده بودند. جناح ضد شوگون‌سالاری در قلمرو توسا نیز از این سرنگونی مسلحانه حمایت کرد. خاندان‌های ساتسوما و توسا اتحاد ساتسوما-توسا را منعقد کردند، اما این اتحاد با مخالفت میانه‌روهایی مانند یامائوچی تویوشیگه، ارباب خاندان توسا، مواجه شد و این اتحاد اندکی پس از آن منحل شد.
با این حال، جناح ضد شوگون‌سالاری آماده تسلیم شدن نبود و سایگو تاکاموری و اوکوبو توشیمیچی گام بعدی خود را برداشتند. آنها با ایواکورا تومومی، اشراف‌زاده‌ای از جناح ضد شوگون‌سالاری در دربار امپراتوری، توطئه کردند و ایواکورا تومومی با تأثیر گذاشتن بر دربار امپراتوری، فرمان مخفی امپراتوری برای سرنگونی شوگون‌سالاری را از امپراتور میجی دریافت کرد. در واکنش به این امر، جناح میانه‌رو نیز وارد عمل شد و گوتو شوجیرو و ساکاموتو ریوما از قلمرو توسا پیشنهاد دادند که شوگون‌سالاری ادو داوطلبانه قدرت را به امپراتور بازگرداند. طوماری حاوی این پیشنهاد توسط یامائوچی تویوشیگه، ارباب سابق خاندان توسا، به شوگون‌سالاری ادو ارائه شد.
توکوگاوا یوشینوبو این را پذیرفت، چهره‌های برجسته قلمروهای مختلف ساکن کیوتو را در قلعه نیجو (شهر کیوتو) گرد هم آورد و مقاله نظری خود را در مورد بازگرداندن قدرت به آنها ارائه داد. سپس، در روز چهاردهم از ماه دهم ۱۸۶۷ تقویم قدیم (۹ نوامبر ۱۸۶۷ میلادی در تقویم جدید)، توکوگاوا یوشینوبو، به عنوان پانزدهمین شوگون از شوگون‌سالاری ادو، پیشنهاد بازگرداندن قدرت به دربار امپراتوری را داد و دربار امپراتوری پذیرفت. به عبارت دیگر، شوگون‌سالاری توکوگاوا تصمیم گرفت که خود سلطنت را احیا کند.
در واقع، این سلسله جنبش‌ها، حرکت پیشگیرانهٔ خاندان توسا و توکوگاوا یوشینوبو بود که از طریق یک جاسوس اطلاعاتی مبنی بر وجود جنبشی برای صدور فرمان مخفی امپراتوری برای سرنگونی شوگون‌سالاری دریافت کرده بودند. توکوگاوا یوشینوبو معتقد بود که سلطنت احیا خواهد شد، اما دربار امپراتوری سیستم و توانایی لازم برای به دست گرفتن قدرت و ادارهٔ کشور را ندارد، بنابراین او قصد داشت یک دولت ائتلافی از دایمیوهای بزرگ را مستقیماً تحت نظر امپراتور سازماندهی کند، خود رئیس آن شود (شوهان: رئیس سازمان) و راهی برای تبدیل ژاپن به یک ملت قدرتمند پیدا کند.
اگرچه هدف در آن زمان یکسان بود - احیای حکومت امپراتوری - در دو مسیر در حال بررسی بود: یکی به رهبری خانواده توکوگاوا و دیگری با کنار گذاشتن خانواده توکوگاوا. در نهایت، احیای سلطنت با کنار گذاشتن خانواده توکوگاوا محقق شد، اما آنچه این توافق را قطعی کرد اعلامیه بزرگ احیای سلطنت بود. صدور این اعلامیه بزرگ احیای سلطنت، کودتایی بود که ژاپن را به شدت تغییر داد.
در روز نهم از ماه یازده ۱۸۶۷ (۳ ژانویه ۱۸۶۸)، اعلامیه احیای امپراتوری صادر شد. احیای حکومت امپراتوری، همان‌طور که از نامش پیداست، بازگشت حکومت بود که از سلطنت به حکومت نظامی (شوگون‌سالاری) تغییر یافته بود، و دوباره به سلطنت برگشت.

### نیت توکوگاوا یوشینوبو، برای بازگرداندن حکومت به امپراتور
در  همان سال، شوگون پانزدهم، توکوگاوا یوشینوبو، قدرت را به دربار امپراتوری بازگرداند و شوگون‌سالاری توکوگاوا قدرت را به دربار امپراتوری بازگرداند و نقشه‌های سرنگونی شوگون‌سالاری با زور توسط اشراف‌زاده ایواکورا تومومی و خاندان ارباب ساتسوما، که مخفیانه در حال آماده‌سازی «فرمان مخفی امپراتوری برای سرنگونی شوگون‌سالاری» بودند، به جایی نرسید. جناح ضد شوگون‌سالاری از انتقال مسالمت‌آمیز قدرت گیج شده بود، در حالی که خاندان ارباب توسا، که برای بازگرداندن قدرت به امپراتور تلاش می‌کرد، بسیار هیجان زده بود، اما هنوز در مورد شکل دولت جدید تصمیمی گرفته نشده بود و فعلاً شوگون‌سالاری سابق به‌طور موقت سیاست را اداره می‌کرد و نیجو نارییوکی، نایب‌السلطنه (سِشّو) طرفدار شوگون‌سالاری و شاهزاده ناکاگاوا (شاهزاده آساهیکو تولد ۱۸۲۴ – مرگ ۱۸۹۱)، رهبری شورای امپراتوری را بر عهده داشتند.
این وضعیت برای شوگون سابق، یوشینوبو، مطلوب بود. اگرچه یوشینوبو حکومت را به امپراتور بازگردانده و از مقام شوگون بازنشسته شده بود، اما قصد ترک مرکز قدرت را نداشت و با قدرت خاندان توکوگاوا که تیول ۴ میلیون ککو داشتند، به نظر می‌رسید که قصد دارد در یک دولت جدید و مدرن که حتی از سیستم فئودالی متمرکزتر بود، به یک حکمران مطلق تبدیل شود. الگوی این امر ممکن است ناپلئون سوم فرانسه باشد. در واقع، از نظر تجربه و توانایی، یوشینوبو مناسب‌ترین فرد برای ریاست دولت جدید بود.

### کودتا توسط قلمرو ساتسوما،احیای حکومت امپراتوری
جناح ضد شوگون‌سالاری، که حول خاندان اربابی ساتسوما متمرکز شده بود، هرگز نمی‌توانست متمرکز شدن قدرت در دست خاندان توکوگاوا را بپذیرد. اگر شوگون سابق، که قدرت نظامی شوگون‌سالاری سابق را داشت، به بالاترین مقام دولت جدید می‌رسید، برتری عملی توکوگاوا تغییر نمی‌کرد و قدرت سیاسی کِیکی، که گفته می‌شد دومین ظهور توکوگاوا ایه‌یاسو نیز هست، حتی می‌توانست به حیات جناح ضد شوگون‌سالاری پایان دهد. خاندان ساتسوما بارها در شورای چهار ارباب و سایر رویدادها توسط کِیکی آسیب دیده بود و آنها می‌دانستند که او چقدر برای آنها خطرناک است. تنها راه برای تغییر این وضعیت، به دست گرفتن قدرت توسط امپراتور ۱۵ ساله امپراتور میجی و راه‌اندازی کودتا برای به دست گرفتن کنترل دربار امپراتوری بود. ساتسوما با خاندان اربابی چوشو و خاندان اربابی فوکوشیما به توافق رسید و خاندان اربابی توسا، خاندان اربابی اوواری و خاندان اربابی فوکویی را نیز درگیر کرد و تصمیم به انجام کودتا گرفت. روش مورد استفاده بسیار شبیه به کودتای ۱۸ اوت ۱۸۶۳ (بونکیو ۳) بود، زمانی که آنها با خاندان اربابی آیزو برای سرنگونی و از قدرت انداختن خاندان اربابی چوشو در کیوتو متحد شدند.
نکته عجیب این است که خاندان اوواری توکوگاوا، یکی از سه خاندان گوسانکه (سه خاندان برجسته توکوگاوا) و قلمرو فوکویی، یکی از خاندان گوکامون، در کودتا شرکت دارند و از دایمیوهای بیرونی تندروتر عمل کردند. در واقع، در زمان انجام کودتا، تصمیمی مبنی بر حذف خانواده اصلی توکوگاوا از دولت جدید گرفته نشده بود. اوواری، فوکوئی و توسا از هدف نهایی انجام کودتا آگاه بودند تا سیستم قدیمی شوگون‌سالاری و سیستم نایب‌السلطنه (سِشّو) را به‌طور کامل دگرگون کنند و دولتی جدید متشکل از افراد توانمند تأسیس کنند و نگرشی متفاوت از خاندان ارباب ساتسوما و ایواکورا تومومی و دیگران داشتند.

### برنامه‌های متناقض برای دولت درکنفرانس کوگوشو
در نهم دسامبر، پس از پایان شورای صبحگاهی و خروج اشراف، سربازانی از پنج قلمرو، نه دروازه کاخ امپراتوری را مسدود کردند و ورود به آنجا را محدود کردند. پس از بیرون راندن نایب‌السلطنه و خانواده امپراتوری که لحظاتی قبل شورا را برگزار کرده بودند، ایواکورا تومومی وارد کاخ شد تا تأسیس دولت جدید را اعلام کند و پرسنل سه دفتر جدید را تعیین کند. این سه منصب  جلسه کوگوشو عبارت بودند از:
- رئیس شاهزاده آریسوگاوا تاروهیتو
- مشاور ارشد شاهزاده کوماتسو آکی‌هیتو
- مشاوران همچنین نه نفر دیگر بودند:

1. ناکایاما تادایاسو
2. ایواکورا تومومی
3. شاهزاده یاماشینا آکیرا
4. ناکانومیکادو تسونه‌یوکی
5. شیمازو تادایوشی (ارباب قلمرو ساتسوما)
6. توکوگاوا یوشیکاتسو (ارباب سابق قلمرو اوواری)
7. آسانو ناگاکوتو (وارث قلمرو هیروشیما)
8. ماتسودایرا یوشیناگا (ارباب سابق قلمرو فوکویی)
9. یامائوچی یودو (ارباب سابق قلمرو توسا) .[۲]

در همان روز، این سه منصب کنفرانسی (جلسه کوگوشو) برگزار کردند و در مورد مفاد اعلامیه بزرگ احیای حکومت امپراتوری تصمیم گرفتند، که شامل اجازه امپراتوری به توکوگاوا یوشینوبو برای استعفا از مقام شوگون، لغو دفاتر کیوتو شوگوشوکو (دفتر محافظ کیوتو) و کیوتو شوشیدای، لغو شوگون‌سالاری ادو، لغو سمت‌های سِشّو و کانپاکو و تأسیس سه دفتر جدید بود.
با این حال، همان‌طور که  ذکر شد، دیدگاه دولت جدید بین ساتسوما و ایواکورا تومومی، و خاندان توکوگاوا و خاندان توسا متفاوت بود. یامائوچی یودو از توسا به شدت با ایواکورا و دیگران مخالفت کرد. یوشیدو معتقد بود که دولتی از اربابان فئودال به ریاست توکوگاوا یوشینوبو، شکل ایده‌آل دولت جدید است و او خواستار حضور توکوگاوا یوشینوبو در این کنفرانس شد که منجر به درگیری با ایواکورا شد. او نتیجه گرفت که «دو یا سه اشراف با حمایت امپراتور جوان توطئه کرده‌اند.» در واکنش به این وضعیت، سایگو تاکاموری، از ساتسوما، ایواکورا را تشویق کرد و گفت که اگر لازم باشد، یوشینوبو را با خنجر خواهد زد و در نهایت کنفرانس تصمیم گرفت که توکوگاوا یوشینوبو باید «از سمت وزیر کشور استعفا دهد و نیمی از قلمرو شوگون‌سالاری را بازگرداند» (استعفای یوشینوبو از سمت وزیر کشور و بازگرداندن نیمی از قلمرو شوگون‌سالاری) به عنوان معیاری برای مسئولیت‌پذیری در قبال سوءمدیریت دولت توکوگاوا در نظر گرفته شد.)

## مفاد اعلان
اکنون دربار امپراتوری، بازگرداندن قدرت به امپراتور توسط توکوگاوا یوشینوبو و کناره‌گیری او از مقام شوگون‌سالاری ادو را تأیید کرده است. همه می‌دانند که از سال ۱۸۵۳ (سال ششم  کائی)، اوضاع به‌شدت دشوار بوده است و همه می دانیم که امپراتور، کومی (صد و بیست و یکمین امپراتور)، هر سال در نگران به سر می‌برد؛ بنابراین، امپراتور میجی تصمیم گرفت سلطنت را احیا کند و با لغو نایب‌السلطنه (کانپاکو)، سشو و شوگون‌سالاری ادو، و در عوض ایجاد سه مقام موقت برای اداره دولت: رئیس،  مشاور ارشد و مشاوران، اعتبار ملی را بازیابد. امپراتور میجی می‌خواست به زمان تأسیس ملت ژاپن تحت امپراتور جینمو بازگردد، و حکومت منصفانه‌ای داشته باشد و در شادی‌ها و غم‌های مردم، صرف نظر از اینکه آنها اشراف، جنگجو یا از طبقه بالا (توشو党上 とうしょう: اشراف) یا طبقه پایین (جیگه 地下 じげ: مردم عادی) بودند، شریک شود. هر یک از ما باید تلاش کنیم تا عادات بد گذشته خود، یعنی تکبر و تنبلی را کنار بگذاریم و با روحیه وفاداری و خدمت به کشور (جینچو هوکوکو尽忠報国 じんちゅうほうこく:  به معنای وفادار و باوفا بودن به حاکم یا کشور خود) به کشور خدمت کنیم.